# Reinhold Fürth
Reinhold Heinrich Fürth, auch Reinhold Henry Furth (* 20. Oktober 1893 in Prag, Österreich-Ungarn; † 17. Juli 1979 in Chislehurst), war ein tschechisch-britischer Physiker, der vor allem auf dem Gebiet der Theoretischen Physik arbeitete.

## Leben
Reinhold Fürth wuchs in einer deutschsprachigen jüdischen Familie in Prag auf. Ab 1912 studierte er Physik und Mathematik an der Deutschen Universität Prag. 1916 promovierte er bei Philipp Frank, dem Nachfolger von Albert Einstein auf dem Lehrstuhl für Theoretische Physik an der Deutschen Universität. Angeregt durch die Arbeiten Einsteins zur brownschen Bewegung schlug ihm Philipp Frank die Beschäftigung mit diesem Phänomen vor. In der Folgezeit veröffentlichte Fürth mehrere Arbeiten hierzu. Anfang der 1920er Jahre nahm er Kontakt zu Einstein auf und gab 1922 dessen gesammelte Arbeiten zur brownschen Bewegung heraus.
1927 wurde er außerordentlicher Professor, 1931 ordentlicher Professor und 1937 Dekan der wissenschaftlichen Fakultät der Deutschen Universität. Fürth arbeitete zur statistischen Physik und Quantenmechanik und publizierte daneben auch experimentelle Arbeiten zur physikalischen Chemie, so zu Farbstoffen und Kolloiden. Aufgrund seiner jüdischen Herkunft wurde er 1938 entlassen und emigrierte nach Großbritannien. Auf Einladung von Max Born ging er nach Edinburgh, wo er an der dortigen Universität von 1942 bis 1947 in der Forschung (Theorie der kondensierten Materie) und als Dozent tätig war. Von 1946 bis 1961 hielt er am Birkbeck College in London Vorlesungen zur theoretischen Physik.
1943 wurde er zum Mitglied (Fellow) der Royal Society of Edinburgh (RSE) gewählt. Er wurde mit der Keith Medal der RSE ausgezeichnet.
Nahezu sämtliche seiner Veröffentlichungen wurden unter seinem Geburtsnamen Reinhold Fürth veröffentlicht. Nach seiner Emigration erschienen einige wenige auch unter dem Namen Reinhold Furth.

## Schriften (Auswahl)
- Reinhold Fürth: Einige Untersuchungen über Brownsche Bewegung an einem Einzelteilchen. In: Annalen der Physik. Band 53, Nr. 11, 1917, S. 177–213, doi:10.1002/andp.19173581102.
- Reinhold Fürth: Die Brownsche Bewegung bei Berücksichtigung einer Persistenz der Bewegungsrichtung. Mit Anwendungen auf die Bewegung lebender Infusorien. In: Zeitschrift für Physik. Band 2, Nr. 3, 1920, S. 244–256, doi:10.1007/BF01328731.
- Reinhold Fürth: Über einen Zusammenhang zwischen quantenmechanischer Unschärfe und Struktur der Elementarteilchen und eine hierauf begründete Berechnung der Massen von Proton und Elektron. In: Zeitschrift für Physik. Band 57, Nr. 7, 1929, S. 429–446, doi:10.1007/BF01340273.
- Reinhold Fürth: Über einige Beziehungen zwischen klassischer Statistik und Quantenmechanik. In: Zeitschrift für Physik. Band 81, Nr. 3, 1933, S. 143–162, doi:10.1007/BF01338361.
- Reinhold Fürth: Einige Bemerkungen zum Problem der Neutronen und positiven Elektronen. In: Zeitschrift für Physik. Band 85, Nr. 5, 1933, S. 294–299, doi:10.1007/BF01342272.
- A. Einstein: Untersuchungen über die Theorie der „Brownschen Bewegung“. mit Anmerkungen von R. Fürth. Hrsg.: Reinhold Fürth. Akademische Verlagsanstalt, Leipzig 1922.
- Reinhold Fürth: Einführung in die Theoretische Physik. Springer, Wien 1936, S. XIV, 484.
- R. H. Furth: Fundamental Principles of Modern Theoretical Physics. Pergamon Press, Oxford 1970.